# Elliot Minor
Elliot Minor (tidigare The Academy) är ett band från York i England.
Gruppen startades av Alex Davies och Ed Minton som träffades på Uppingham School, en internatskola i Rutland. Under sitt sista år på skolan började de skriva låtar och uppträda på skolkonserter. När de senare slutade skolan byggde de en studio i Alex garage som ersatte den de tidigare haft på vinden, och så började även Dan Hetherton, trummis, öva med de två andra. Snart blev Heatherton en officiell medlem i bandet. Under sina liveframträdanden behövde de även någon som spelade basgitarr och keyboard så bandet rekryterade Ali Paul och Teddy Hetherton, Dans bror. Alla medlemmarna i Elliot Minor är klassiskt skolade och kan sammanlagt spela fiol, piano, klarinett, cello, ståbas och saxofon.
Bandet har bl.a. turnerat som förband åt Simple Plan [2008]

## Medlemmar
Nuvarande medlemmar
- Alex Davies – sång, sologitarr, akustisk gitarr, keyboard, violin (2000–)
- Edward Minton – sång, sologitarr, rytmgitarr, akustisk gitarr (2000–)
- Edward Hetherton – basgitarr, cello, bakgrundssång ((2005–2011, 2014–)
- Dan Hetherton – trummor, percussion, bakgrundssång (2005–2011, 2014–)
- Ali Paul – keyboard, synthesizer, piano, bakgrundssång (2006–2010, 2014–)

## Album
- Elliot Minor, som släpptes 14 april 2008, är Elliot Minors debutalbum. Albumet innehåller 11 låtar som bland annat "Time After Time", "Parallel Worlds" och "Still Figuring Out".
- Solaris släpptes 19 oktober 2009.
- Solaris Acoustic släpptes 15 november 2010.

## Singlar

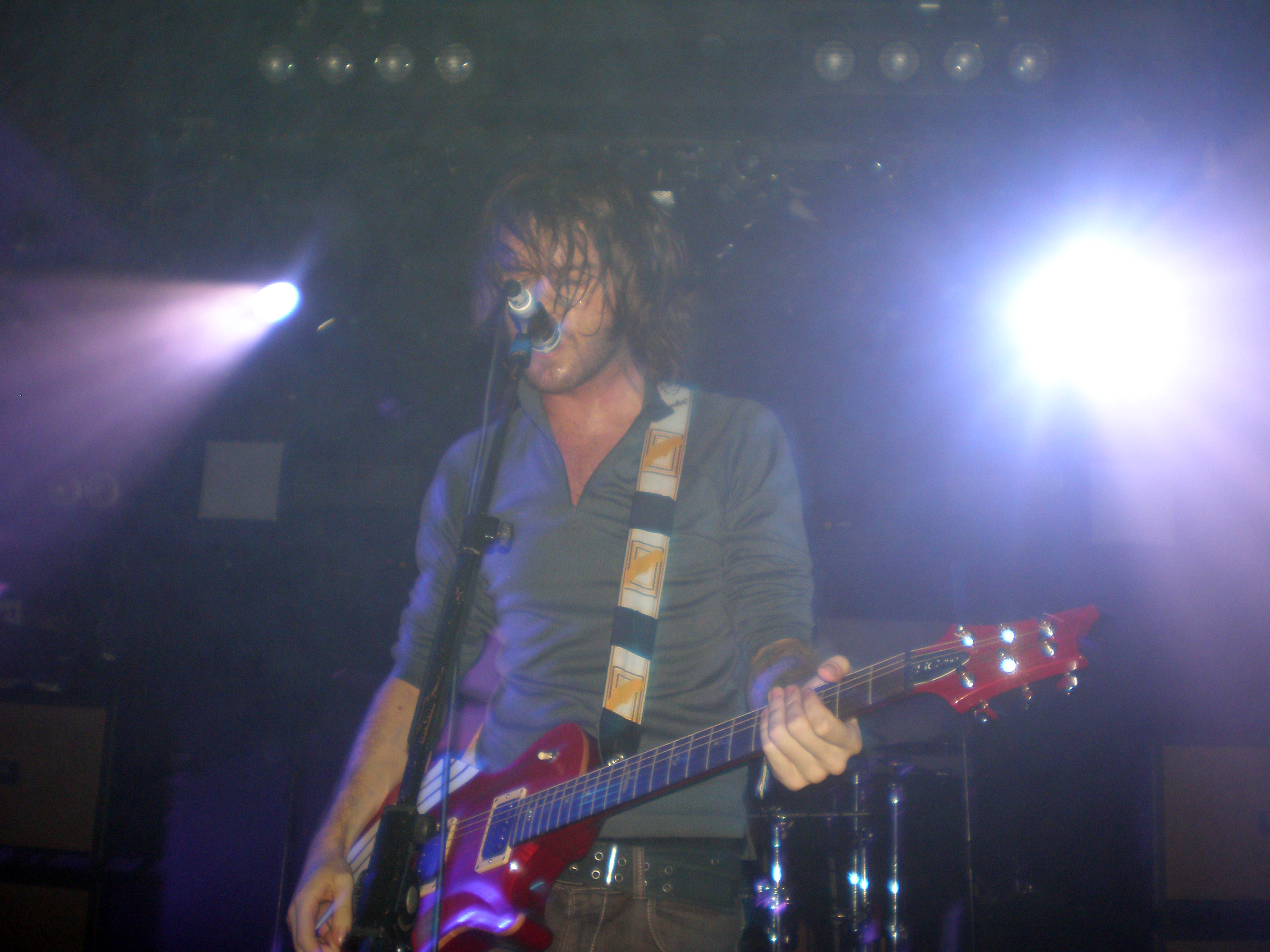
Elliot Minor live i Niorwich 2009.

| Datum           | Singel                          | Album        |
| --------------- | ------------------------------- | ------------ |
| 9 april 2007    | "Parallel Worlds"               | Elliot Minor |
| 6 augusti 2007  | "Jessica"                       | Elliot Minor |
| 29 oktober 2007 | "The White One Is Evil"         | Elliot Minor |
| 28 januari 2008 | "Still Figuring Out"            | Elliot Minor |
| 7 april 2008    | "Parallel Worlds" (ny version)  | Elliot Minor |
| 23 juni 2008    | "Time After Time"               | Elliot Minor |
| 5 oktober 2009  | "Discover (Why The Love Hurts)" | Solaris      |
| 5 oktober 2009  | "Solaris"                       | Solaris      |
| 11 juli 2010    | "I Believe"                     |              |
| 22 oktober 2014 | "All My Life"                   |              |